# Marcin Dickenmann
Marcin Tom Dickenmann (* 14. August 2000 in Zollikon) ist ein Schweizer Fussballspieler.

## Karriere
Dickenmann begann seine Karriere in der Jugendabteilung der Grasshoppers. Ab 2018 spielte er in der zweiten Mannschaft in der 1. Liga. 2020 kam er zu seinem Debüt in der ersten Mannschaft der Zürcher, als der Club auswärts gegen den FC Winterthur spielte. Dickenmann wurde in der Winterpause 2020/21 für den Rest der Saison an den Ligakonkurrenten FC Wil ausgeliehen. Sein Debüt bei den Äbtestädtern feierte er beim 3:1-Heimsieg gegen den FC Aarau am 23. Januar 2021. Nach der Saison 2020/21 wechselte Dickenmann definitiv zum FC Wil. Im Juni 2023 verlängerte Dickenmann seinen Vertrag bis Sommer 2025. In der Zwischenzeit war Dickenmann zu einem Stammspieler als Rechtsverteidiger geworden. Lediglich in zehn Spielen wurde er aufgrund von Sperren und Verletzungen nicht eingesetzt. Im Sommer 2024 verliess er nach drei Saisons die Wiler Mannschaft und wechselte zum FC Aarau. Im zweiten Spiel der Saison, gab Dickenmann sein Startelfdebüt im Gastspiel bei seinem vorherigen Club Wil. Er erhielt in der 76. Minute eine gelbrote Karte.

## Privates
Dickenmann ist der Cousin der Schweizer Rekordnationalspielerin Lara Dickenmann.